# Jim McManus (attore)
Jim McManus (Bristol, 19 maggio 1940 – 11 aprile 2023) è stato un attore britannico.

## Biografia
Apparve in vari ruoli secondari al cinema ma in particolare in televisione, fra cui la miniserie televisiva Tipping the Velvet e il film Lawless Heart. Negli anni settanta recitò in nell'episodio The Invisible Enemy della serie Doctor Who. Lavorò poi nella popolare soap opera Heartbeat e due volte nella serie drammatica Minder.
Ebbe un cameo nell’Harry Potter e l'ordine della fenice, quinto film della saga di Harry Potter, il fratello del preside Albus Silente, Aberforth Silente, e svolse il ruolo di Jackson nel film del 2008 Un matrimonio all'inglese.
Nel 2014 si ritirò a vita privata.

## Filmografia parziale

### Cinema
- ...e la Terra prese fuoco, regia di Val Guest (1961)
- Sbirri bastardi, regia di Tom Clegg (1978)
- Assassinio su commissione, regia di Bob Clark (1979)
- Silver Dream Racer, regia di David Wickes (1980)
- Just Ask for Diamond, regia di Stephen Bayly (1990)
- Buddy's Song, regia di Claude Whatham (1991)
- Lawless Heart, regia di Tom Hunsinger e Neil Hunter (2001)
- Machine – cortometraggio (2003)
- Harry Potter e l'Ordine della Fenice, regia di David Yates (2007)
- Un matrimonio all'inglese, regia di Stephan Elliott (2008)

### Televisione
- Dixon of Dock Green – serie TV, 2 episodi (1975-1976)
- L'ispettore Regan (The Sweeney) – serie TV, 1 episodio (1976)
- Doctor Who – serie TV, episodi 15x06-15x07-15x08 (1977)
- I professionals (The Professionals) – serie TV, 1 episodio (1978)
- Juliet Bravo – serie TV, 1 episodio (1980)
- Roger Doesn't Live Here Anymore – serie TV, 1 episodio (1981)
- Rosie – serie TV, 1 episodio (1981)
- Un cinese a Scotland Yard (The Chinese Detective) – serie TV, 1 episodio (1981)
- Minder – serie TV, 2 episodi (1982-1994)
- Only Fools and Horses.... – serie TV, 1 episodio (1982)
- Harry Carpenter Never Said It Was Like This, regia di Anthony Simmons – film TV (1982)
- L'asso della Manica (Bergerac) – serie TV, 1 episodio (1986)
- The Bill – serie TV, 7 episodi (1988-2000)
- Casting Off – serie TV, 1 episodio (1988)
- Young Charlie Chaplin – serie TV, 1 episodio (1989)
- Press Gang – serie TV, 1 episodio (1990)
- T-Bag and the Pearls of Wisdom – serie TV, 1 episodio (1990)
- Trouble in Mind – serie TV, 1 episodio (1991)
- Screen One – serie TV, 1 episodio (1992)
- The House of Eliott – serie TV, 1 episodio (1992)
- Casualty – serie TV, 2 episodi (1993-1996)
- Chef! – serie TV, 1 episodio (1994)
- Dangerous Lady – miniserie TV (1995)
- Jack and Jeremy's Real Lives – serie TV, 1 episodio (1996)
- Sharpe's Siege, regia di Tom Clegg – film TV (1996)
- Underworld – serie TV, 1 episodio (1997)
- Goodnight Sweetheart – serie TV, 1 episodio (1999)
- Tipping the Velvet – miniserie TV (2002)
- Doctors – serie TV, 1 episodio (2002)
- Hornblower - L'onore è salvo, regia di Andrew Grieve – film TV (2003)
- Heartbeat – serie TV, 2 episodi (2004)